# Alexandre-Jean Ruault
Pour les personnes ayant le même patronyme, voir Ruault.
Alexandre-Jean Ruault, né le 4 août 1745 à Louvigné, dans le diocèse de Rennes, mort le 3 janvier 1824 à Coulommiers (Seine-et-Marne), est un prêtre et un député français.

## Biographie
Ayant fait sa profession religieuse à l'abbaye de Jumièges le 15 janvier 1766, il est prieur de l'abbaye de Saint-Wandrille au moment de la Révolution française. Après sa sécularisation, il est élu maire de Saint-Wandrille le 17 février 1790, fonction qu'il abandonne au bout de quelques mois, puis devient curé d'Yvetot et prête serment à la constitution civile du clergé en janvier 1791.
La France devient une monarchie constitutionnelle en application de la constitution du 3 septembre 1791. Le même mois, Alexandre-Jean Ruault est élu député suppléant du département de la Seine-Inférieure, le quatrième sur six, à l'Assemblée nationale législative, où il n'est pas appelé à siéger.  

### Mandat à la Convention
La monarchie prend fin à l'issue de la journée du 10 août 1792 : les bataillons fédérés bretons et marseillais et les insurgés des faubourgs de Paris prennent le palais des Tuileries. Louis XVI est suspendu de ses fonctions et incarcéré, avec sa famille, à la tour du Temple. 
En septembre 1792, Alexandre-Jean Ruault est élu député de la Seine-Inférieure, le quatorzième sur seize, à la Convention nationale. 
Il siège sur les bancs de la Gironde. Lors du procès de Louis XVI, il vote « la détention puis le bannissement après l'affermissement de la République », se prononce contre l'appel au peuple mais en faveur du sursis à l'exécution. En avril 1793, il vote en faveur de la mise en accusation de Jean-Paul Marat. En mai, il est absent au scrutin sur le rétablissement de la Commission des Douze.  
Le 3 octobre 1793, après le rapport de Jean-Pierre-André Amar, prononcé au nom du Comité de sûreté générale, Alexandre-Jean Ruault est décrété d'arrestation pour avoir signé la protestation contre les journées du 31 mai et du 2 juin. En brumaire an II (novembre 1793), alors qu'il est détenu à la prison de la Force, il écrit à la Convention qu'il « abjure ses fonctions sacerdotales ». En nivôse (janvier 1794), lui et plusieurs de ses collègues détenus à la Force adressent une lettre à Maximilien de Robespierre, dans laquelle ils le remercient de s'être opposé au déferrement des signataires de la protestation devant le tribunal révolutionnaire, et pour le prier d'appuyer leur retour à la Convention, assurant avoir été trompés. En brumaire an III (octobre 1794), Ruault et dix-neuf de ses codétenus sont autorisés à se retirer à leurs domiciles pour rétablir leur santé. Tous les protestataires sont finalement libérés et réintégrés à leur poste le 18 frimaire (8 décembre).  
En ventôse an III (mars 1795), Ruault, aux côtés de Pierre-Bruno Boissier, est envoyé en mission « dans les ports situés sur la Manche et l'Océan [Atlantique] ». Ruault est chargé des ports « situés depuis Honfleur exclusivement jusqu'à Port-Brieuc pour y activer les travaux de construction ».  

### Mandat aux Cinq-Cents
Le 4 brumaire an IV (26 octobre 1795), il est choisi par ses collègues pour siéger au Conseil des Cinq-Cents, conformément au décret des deux tiers. Après son retrait, lors du renouvellement du 20 mai 1797, il rentre dans la vie privée.

## Source principale
- « Alexandre-Jean Ruault », dans Adolphe Robert et Gaston Cougny, Dictionnaire des parlementaires français, Edgar Bourloton, 1889-1891 [détail de l’édition], tome 5, p. 225 [lire en ligne].